# Romania ai Giochi della XV Olimpiade
La Romania ha partecipato ai Giochi della XV Olimpiade, svoltisi ad Helsinki, dal 19 luglio al 3 agosto 1952,  
con una delegazione di 114 atleti, di cui 11 donne, impegnati in 15 discipline,
aggiudicandosi 1 medaglia d'oro, 1 medaglia d'argento e 2 medaglie di bronzo.

## Medagliere

### Per discipline
| Sport    | Oro | Argento | Bronzo | Totale |
| -------- | --- | ------- | ------ | ------ |
| Tiro     | 1   | 0       | 1      | 2      |
| Pugilato | 0   | 1       | 1      | 2      |
| Totale   | 1   | 1       | 2      | 4      |

### Medaglie
| Medaglia | Atleta                | Sport    | Evento                    |
| -------- | --------------------- | -------- | ------------------------- |
| Oro      | Iosif Sîrbu           | Tiro     | Carabina 50 metri a terra |
| Argento  | Vasile Tiţă           | Pugilato | Pesi medi                 |
| Bronzo   | Gheorghe Fiat         | Pugilato | Pesi leggeri              |
| Bronzo   | Gheorghe Lichiardopol | Tiro     | Pistola 25 metri          |

## Risultati

### Calcio
| Atleta | Classifica |                    |
| --- | --- | ------------------ |
| V · D · M Nazionale olimpica rumena · Calcio ai Giochi Olimpici Estivi 1952 1 Crîsnic · 2 Farmati · 3 Călinoiu · 4 Bodo · 5 Petschovschi · 6 Kovács · 8 F. Zavoda · 9 Serfözö · 10 Iordache · 11 Paraschiva · 13 Bone · 15 Ozon · 17 Suru · 18 Voinescu · 19 V. Zavoda · 20 Ritter · CT : Popescu | 17° |                    |
| Nazionale olimpica rumena · Calcio ai Giochi Olimpici Estivi 1952 | |                    |
| 1 Crîsnic · 2 Farmati · 3 Călinoiu · 4 Bodo · 5 Petschovschi · 6 Kovács · 8 F. Zavoda · 9 Serfözö · 10 Iordache · 11 Paraschiva · 13 Bone · 15 Ozon · 17 Suru · 18 Voinescu · 19 V. Zavoda · 20 Ritter · CT: Popescu                                                                              | 1 Crîsnic · 2 Farmati · 3 Călinoiu · 4 Bodo · 5 Petschovschi · 6 Kovács · 8 F. Zavoda · 9 Serfözö · 10 Iordache · 11 Paraschiva · 13 Bone · 15 Ozon · 17 Suru · 18 Voinescu · 19 V. Zavoda · 20 Ritter · CT: Popescu | Romania (bandiera) |

### Pallacanestro
| Atleta | Classifica |
| --- | ---------- |
| V · D · M Nazionale rumena - Pallacanestro ai Giochi della XV Olimpiade 3 Călugăreanu · 5 Costescu · 6 Răducanu · 7 Folbert · 8 Mokos · 9 Nagy · 10 Nedef · 11 C. Niculescu · 12 D. Niculescu · 13 Petroșanu · 15 V. Popescu · 16 Constantinide · All. Alexandru Popescu | 23°        |
| Nazionale rumena - Pallacanestro ai Giochi della XV Olimpiade |            |
| 3 Călugăreanu · 5 Costescu · 6 Răducanu · 7 Folbert · 8 Mokos · 9 Nagy · 10 Nedef · 11 C. Niculescu · 12 D. Niculescu · 13 Petroșanu · 15 V. Popescu · 16 Constantinide · All. Alexandru Popescu                                                                         |            |

### Pallanuoto
| Atleta | Classifica |                    |
| --- | --- | ------------------ |
| V · D · M Nazionale maschile rumena di pallanuoto · Giochi olimpici - Helsinki 1952 Norman • Kelemen • Iordache • Törok • Hospodar • Iosim • Șimon • Sarcadi • Deac • Novac • M. Tarnoveanu · CT : - | 17° |                    |
| Nazionale maschile rumena di pallanuoto · Giochi olimpici - Helsinki 1952 | |                    |
| Norman • Kelemen • Iordache • Törok • Hospodar • Iosim • Șimon • Sarcadi • Deac • Novac • M. Tarnoveanu · CT: -                                                                                      | Norman • Kelemen • Iordache • Törok • Hospodar • Iosim • Șimon • Sarcadi • Deac • Novac • M. Tarnoveanu · CT: - | Romania (bandiera) |